# Кирюков, Леонтий Петрович
Лео́нтий Петро́вич Кирюко́в (19 июня (1 июля) 1895, Пичевка, Тамбовская губерния, Российская империя — 12 мая 1965, Саранск, РСФСР, СССР) — композитор, хоровой дирижёр, педагог, один из основоположников мордовской профессиональной музыки.

## Биография
Родился в деревне Пичевка. Мать, Анна Никитична Кирюкова была выдающейся народной певицей, её песнями восхищался и записывал их М. Е. Евсевьев. По его рекомендации в 1910 году 15-летний Леонтий поступил в Казанскую учительскую инородческую семинарию (окончил в 1914 году).
Вернувшись в село, работал в школе, организовал сельский хор. В 1920-х годах работал дирижёром в Саранске, Пензе, Москве.
В 1931 году окончил Московскую консерваторию (класс хорового дирижирования), после обучения вернулся в Саранск.
Заведовал музыкально-драматической студией при Мордовском драматическом театре, дирижировал этнографическим хором при Мордовском областном комитете радиовещания, работал с этнографическим хором при республиканском «Доме мордовки». Собирал и обрабатывал мордовскую народную музыку, издал несколько сборников мордовских песен.
Был одним из создателей Саранского музыкального училища и долгое время преподавал там. Впоследствии училище было названо его именем.
Автор музыкальной драмы «Литова» (1943), опер «Несмеян и Ламзурь» (1944), «Нормальня» (1962), музыкальной комедии «Норов ава» («Богиня хлеба», 1945), кантат «30-летие Октября», «Молодая гвардия», «Тячи праздник — юбилей» («Сегодня праздник — юбилей») и др., скрипичного концерта, инструментальных пьес, музыки к театральным постановкам, песен на стихи мордовских поэтов.